# Nervio vestibular

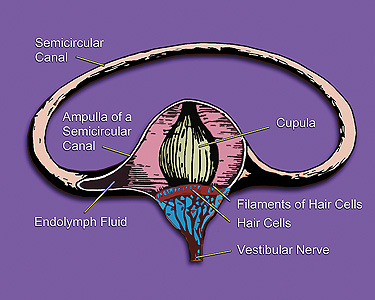
Ilustración del oído interno (sección) mostrando un canal semicircular,células pilosas (o ciliadas), la ampolla, la cúpula, el nervio vestibular y el fluido vestibular.

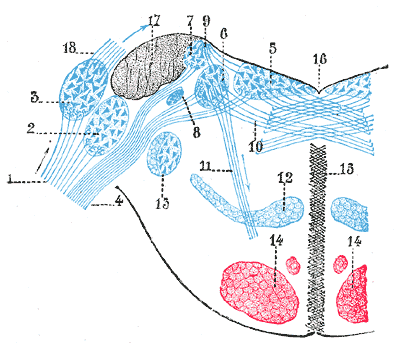
Núcleos terminales del nervio vestibular, con sus conexiones superiores. (Esquema) 1. nervio coclear, con sus dos núcleos. 2. Núcleo accesorio. 3. Tubérculo acústico. 4. Nervio vestibular. 5. Núcleo interno. 6. Núcleo de Deiters. 7. Núcleo de Bechterew. 8. Raíz inferior o descendente del nervio acústico. 9. Fibras ascendentes del cerebelo. 10. Fibras hacia el rafe. 11. Fibras oblicuas. 12. Lemnisco. 13. Raíz sensorial inferior del trigémino. 14. Fascículo cerebroespinal. 15. Rafe. 16. Cuarto ventrículo. 17. Pedúnculo inferior. Origen de las striæ medullares. (Testut.)

El nervio vestibular es un nervio que se encuentra en el oído interno, es el encargado de la función del equilibrio. 
Está formado por varias ramas que provienen de los canales semicirculares, forma el ganglio vestibular para seguir avanzando y pasar a través del conducto auditivo interno junto con el nervio coclear y formar el nervio vestibulococlear. Después pasa por la fosa craneal posterior y se introduce en la porción lateral del tronco cerebral a nivel de bulbo raquídeo hacia los núcleos dorsales ventrales y centrales para por último, mediante la vía auditiva, llegar a la corteza auditiva mediante la radiación auditiva y transmitir los impulsos nerviosos referentes al equilibrio.